# Mendooran
Mendooran är en ort i Australien. Den ligger i kommunen Warrumbungle Shire och delstaten New South Wales, i den sydöstra delen av landet, omkring 300 kilometer nordväst om delstatshuvudstaden Sydney. Antalet invånare är 517.
Trakten runt Mendooran är nära nog obefolkad, med mindre än två invånare per kvadratkilometer.. Mendooran är det största samhället i trakten.
I omgivningarna runt Mendooran växer huvudsakligen savannskog. Genomsnittlig årsnederbörd är 746 millimeter. Den regnigaste månaden är februari, med i genomsnitt 149 mm nederbörd, och den torraste är oktober, med 10 mm nederbörd.